# Torneo Supercup 2009
Il Torneo Supercup 2009 si è svolto dal 21 al 22 agosto 2009.

Gli incontri si sono svolti nell'impianto "Jako Arena", situato nella città di Bamberga.

## Squadre partecipanti
1. Croazia
2. Germania
3. Macedonia del Nord
4. Polonia

## Risultati
- Semifinali

| Bamberga 21 agosto 2009, ore 18,15 | Germania | 78 – 77 | Macedonia del Nord | Jako Arena |

| Bamberga 21 agosto 2009, ore 20,30 | Croazia | 81 – 74 | Polonia | Jako Arena |

- Finali

| Bamberga 22 agosto 2009, ore 18,15 | Germania | 65 – 73 | Croazia | Jako Arena |

| Bamberga 22 agosto 2009, ore 20,30 | Polonia | 88 – 95 | Macedonia del Nord | Jako Arena |

## Classifica
| -  | Team               |
| -- | ------------------ |
| 1. | Croazia            |
| 2. | Germania           |
| 3. | Macedonia del Nord |
| 4. | Polonia            |